# Arjensduin
Arjensduin is een duin op Terschelling ten noorden van de buurtschap Hee. Het is een van de duinen in het Natura 2000-gebied Duinen Terschelling en is in beheer bij Staatsbosbeheer.
Het duin ligt 200 meter ten noorden van het Duinmeertje van Hee en is te bereiken via de Heester Kooiweg. Het duin is herkenbaar aan een boompje. In 1961 verscheen de naam Arjensduin op de topografische kaart van het gebied.

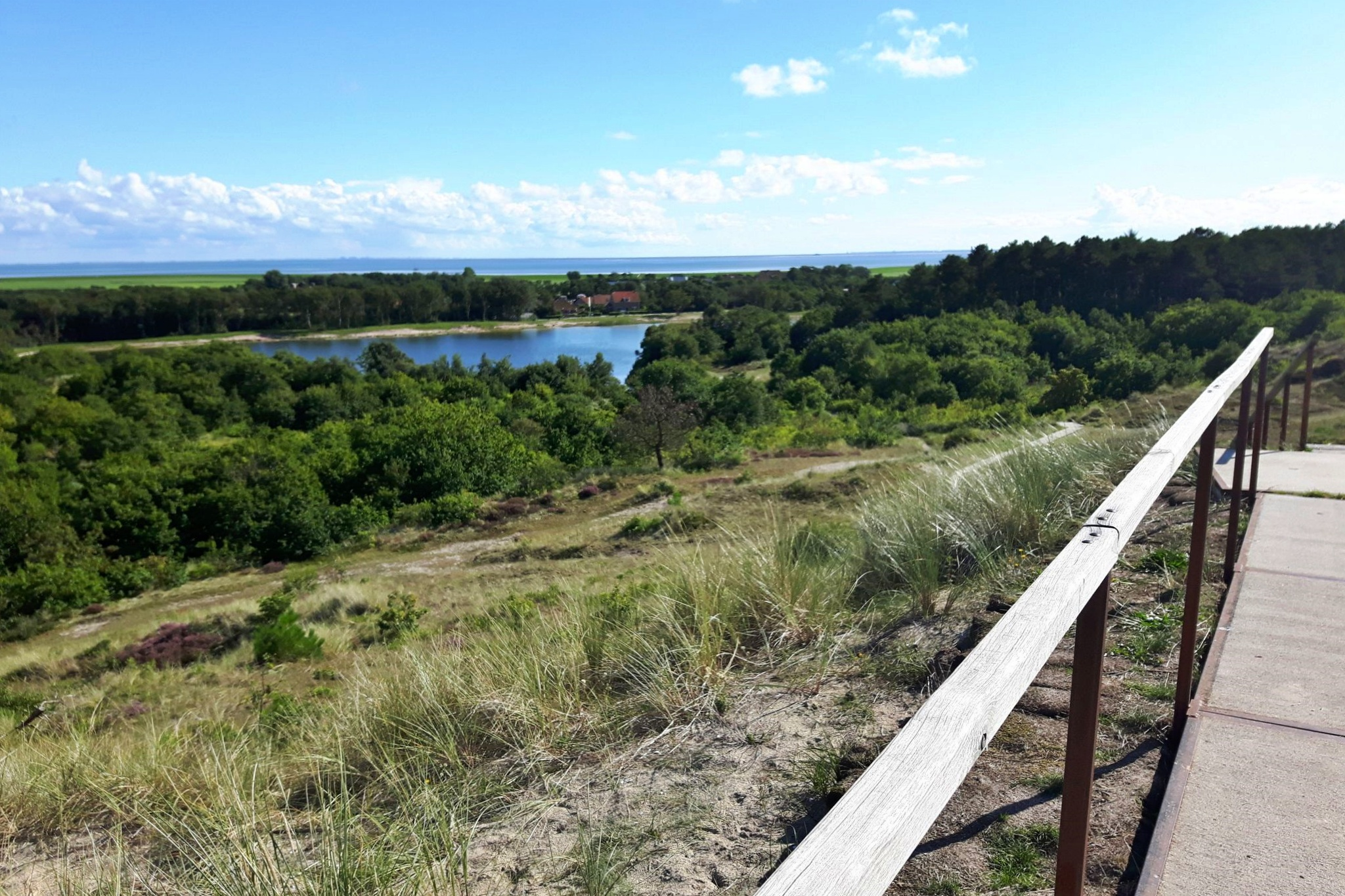
Zicht op het Duinmeertje van Hee
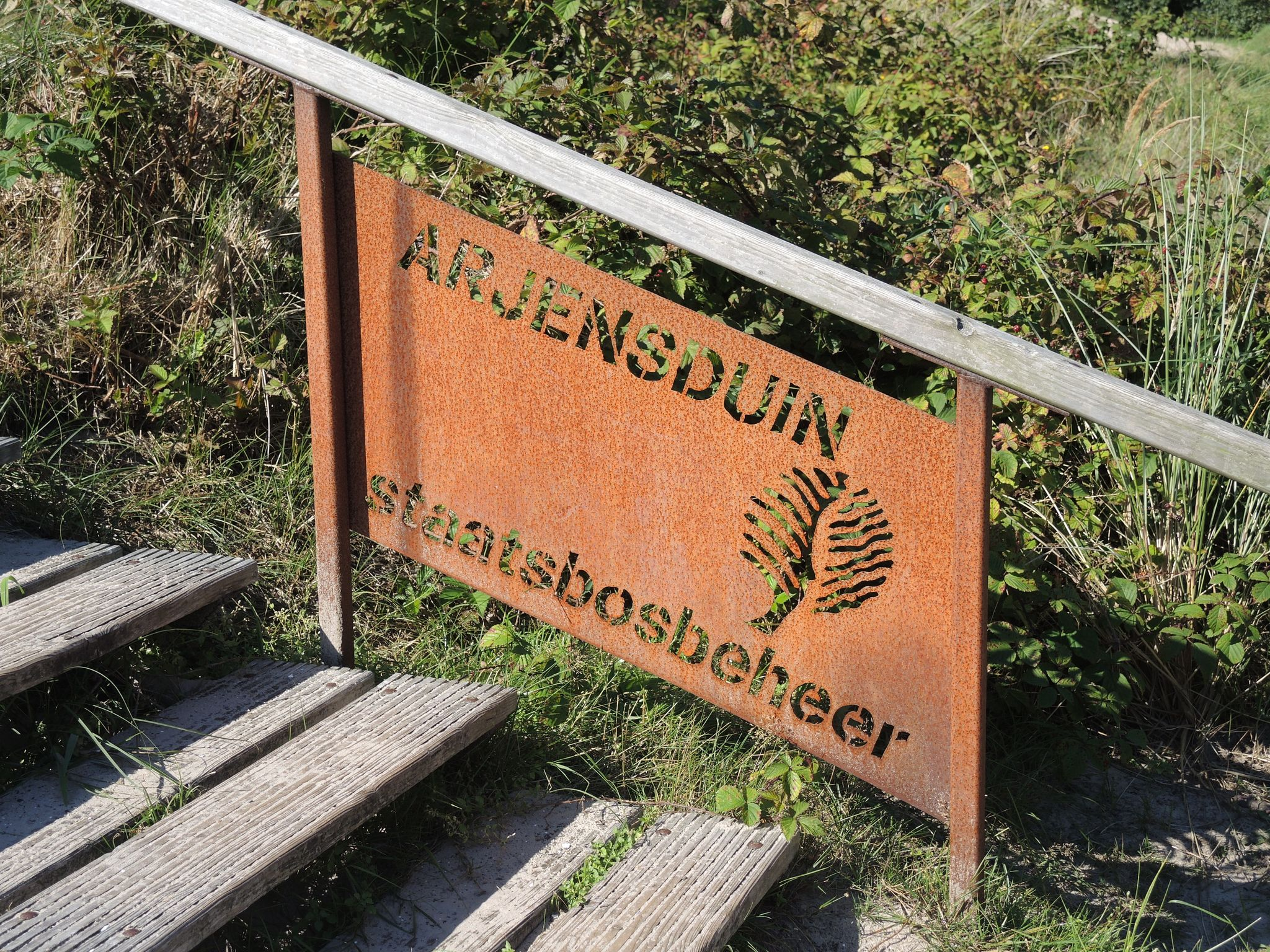
Staatsbosbeheer